# Gandaritis postalba
Gandaritis postalba là một loài bướm đêm trong họ Geometridae.